# Винер, Энтони
Энтони Винер (англ. Anthony David Weiner) — американский политический и государственный деятель, демократ.
Конгрессмен, представлял 9-й выборный округ в Палате представителей Конгресса США, включающий юг Бруклина, Южный и Центральный Куинс. Занимал этот пост с 1999 по 2011 годы.
Впервые избран в Палату представителей США в 1998 году на промежуточных выборах. Энтони Винер одержал убедительную победу над его оппонентом от Республиканской партии Луи Телано, получив 66 % голосов, тогда как Телано только 23 %. Переизбран на этот пост в 2010 году, получив поддержку около 59 % избирателей округа.
Член Городского совета Нью-Йорка в 1992—1998 гг. Помощник политика Чака Шумера (он занял место Шумера в Палате Представителей, когда тот был избран в Сенат) в 1985—1991 гг. Выпускник Университета Нью-Йорка в Платтсбурге.
21 мая 2013 года Винер объявил, что собирается баллотироваться на пост мэра Нью-Йорка в 2013 году. В 2016 году против него были выдвинуты очередные обвинения в секстинге, и в 2017 он был осуждён на 21 месяц за пересылку интимного содержимого несовершеннолетней.

## Биография
Энтони Винер родился в Бруклине, Нью-Йорк, в семье Морта Винера, адвоката и Фрэн Винер, учителя математики в известной Школе Мидвуда при Бруклинском колледже.
Его семья жила одно время в Парк-Слоуп, одном из самых населенных кварталов на западе Бруклина. В интервью, данном журналу Moment Magazine в 2011 году он сказал: Мы были не слишком религиозной семьей, но у нас было очень сильное стремление к иудаизму. Его брат, 39-летний Сет, погиб в мае 2000 года в дорожной катастрофе.
Энтони Винер выдержал Specialized High Schools Admissions Test (SHSAT) и поступил в Бруклинскую техническую школу. После окончания школы в 1981 году поступает в Университет штата Нью-Йорк в Платтсбурге. Он хотел делать метеопрогнозы на телевидении, но заинтересовался политикой и становится активным участником студенческого самоуправления.
В 1985 году получает степень бакалавра политики и начинает работу в аппарате тогдашнего конгрессмена и сенатора Чака (Чарльза) Шумера. Этот период охватывает 1985 — 1991 годы. Он был направлен в офис-приемную конгрессмена в Вашингтоне.

### Городской совет Нью-Йорка
В 1991 году он был избран в городской парламент, став самым молодым городским парламентарием в свои 27 лет. В течение последующих семи лет его деятельность была направлена на реализацию программы по улучшению качества жизни людей в своем округе.
Среди направлений — воспитательная работа с трудными подростками, развитие Шипсхед-бэя, меры по оздоровлению экономической ситуации.

### В Конгрессе США
В марте 2010 года был подписан The Prevent All Cigarette Trafficking Act (PACT) от 2009 года, автором этого законопроекта был Э. Винер.

### Личная жизнь
10 июля 2010 года состоялась свадьба политика с Хумой Абедин, помощницей Хиллари Клинтон.
В 2011 году выяснилось, что Винер знакомился с женщинами в Интернете, посылая им свои фотографии под псевдонимом «Опасный Карлос» . Это вызвало скандал и привело к отставке политика.

### Прочие факты
В 2015 году Винер снялся в телефильме «Акулий торнадо 3», где исполнил небольшую роль директора НАСА.
В 2016 году ФБР обнаружило в его ноутбуке 600 тысяч электронных писем, полученных его женой от Хиллари Клинтон.